# Rus (Xaém)
Rus é um município da Espanha na província de Jaén, comunidade autónoma da Andaluzia, de área 46,3 km² com população de 3807 habitantes (2007) e densidade populacional de 79,38 hab/km².

## Demografia
| Variação demográfica do município entre 1991 e 2004 | Variação demográfica do município entre 1991 e 2004 | Variação demográfica do município entre 1991 e 2004 | Variação demográfica do município entre 1991 e 2004 |
| --------------------------------------------------- | --------------------------------------------------- | --------------------------------------------------- | --------------------------------------------------- |
| 1991                                                | 1996                                                | 2001                                                | 2004                                                |
| 3694                                                | 3773                                                | 3759                                                | 3743                                                |